# Markgraafschap Concordia
Het markgraafschap Concordia was een historisch land in Italië, gelegen rond de stad Concordia sulla Secchia in de huidige regio Emilia-Romagna. Het bestond van de hoge middeleeuwen tot 1711.
Concordia was een van de vele stadstaten in Noord-Italië. Oorspronkelijk een heerlijkheid werd het achtereenvolgens verheven tot graafschap (1432) en markgraafschap (1596). Bijna vanaf het begin was Concordia in personele unie verbonden met Mirandola en werd in 1711 ook verkocht aan Rinaldo III d'Este, hertog van Modena.